# Păltiniș (Sibiu)

Turm des Klosterkirchleins auf der Hohen Rinne.

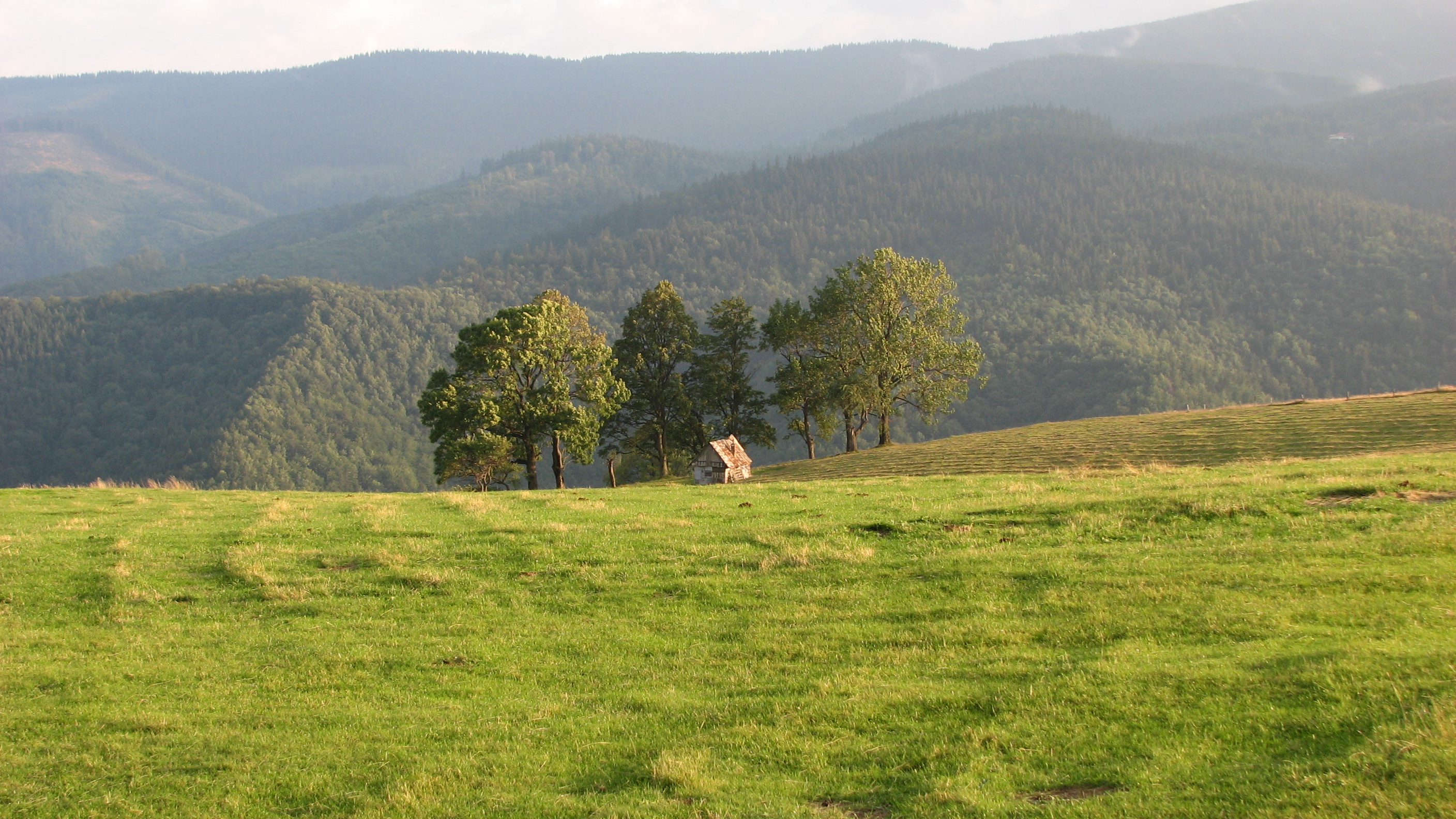
Landschaft bei Păltiniș

Păltiniș (deutsch: Hohe Rinne) ist ein rumänischer Luftkur- und Wintersportort in den Karpaten (Zibinsgebirge), südwestlich von Hermannstadt. Er liegt in einer mittleren Höhe von 1440 m, der höchste Punkt liegt bei 1681 m.
Der Ort wurde um 1894 vom Siebenbürgischen Karpatenverein gegründet. Aus dieser Zeit existieren noch das Touristenhaus, das Ärztehaus und der Monaco-Saal, die jetzt unter Denkmalschutz stehen.
In einem dortigen Kloster hat der rumänische Philosoph und Schriftsteller Constantin Noica seine letzten Jahre verbracht und die "Schule von Păltiniș" gegründet. Er ist dort neben der Kirche (Schitul Păltiniș) begraben.